# Derecho internacional público
El derecho internacional público consiste en el conjunto de normas que regula el comportamiento de los Estados y otros sujetos internacionales y se centra, además, en el estudio de dicho comportamiento, de las competencias propias de cada actor y de las relaciones mutuas. Todo esto sobre la base de ciertos valores comunes, mediante normas nacidas de fuentes internacionales específicas. O más brevemente, es el ordenamiento jurídico de la comunidad internacional.
El actual sistema de derecho internacional público puede definirse como el conjunto de normas jurídicas y principios que las jerarquizan que coordinan coherentemente. Estas están destinadas a regular las relaciones externas entre sujetos soberanos, los Estados, y otros sujetos (sujetos atípicos), a los cuales también se les confiere calidad de sujetos de derecho internacional. El propósito es armonizar sus relaciones, construyendo un ideal de justicia mutuamente acordado por ellos, en un marco de certeza y seguridad que permita realizarla y cuidarla para un bien mejor.
Se trata de un conjunto de normas jurídicas con una estructura especialmente adecuada a los destinatarios del sistema y a las necesidades del mismo. La estructura del derecho internacional público es de coordinación, lo que le diferencia de las estructuras de subordinación de los sistemas internos, dónde los sujetos están sometidos a poderes que los condicionan. Esta estructura de coordinación responde a que sus principales sujetos, los Estados, son soberanos, razón por la cual no admiten sometimiento a poder material ajeno que les condicione, aunque sí se subordinan, sin perder su atributo, a reglas jurídicas que le obligan sin excepción.
El derecho internacional está integrado por acuerdos entre Estados —tales como tratados internacionales, con diferentes denominaciones según el caso (tratados, pactos, convenios, cartas, memorándum, declaraciones conjuntas, intercambios de notas, etc.)— como también por la costumbre internacional, que se compone a su vez de la práctica de los Estados, que estos reconocen como obligatoria, y por los principios generales del derecho. Esta enumeración de fuentes del derecho internacional es consagrada por el artículo 38 del Estatuto de la Corte Internacional de Justicia que dice:

La Corte, cuya función es decidir conforme al derecho internacional las controversias que le sean sometidas, deberá aplicar
1. Las convenciones internacionales, sean generales o particulares, que establecen reglas expresamente reconocidas por los Estados litigantes
2. La costumbre internacional como prueba de una práctica generalmente aceptada como derecho
3. Los principios generales del derecho reconocidos por las naciones civilizadas
4. Las decisiones judiciales y las doctrinas de los publicistas de mayor competencia de las distintas naciones como medio auxiliar para la determinación de las reglas de derecho, sin perjuicio de lo dispuesto en el Artículo 59.

Artículo 38.1 del Estatuto de la Corte Internacional de Justicia

Además, en el ámbito multilateral, el Derecho internacional público se nutre de los acuerdos a los que lleguen los Estados en el marco de los organismos internacionales a que pertenezcan y, dentro de estos, de aquellos acuerdos que se comprometen a aplicar.
En ambos casos, bilateral o multilateral, el nivel adquirido al comprometerse un Estado es el de poner en vigor la norma acordada en su propio territorio y aplicarla por encima de las normas nacionales, conforme a las particularidades de cada orden jurídico interno.
Tradicionalmente, se diferencia entre derecho internacional público y derecho internacional privado. Este artículo se basa fundamentalmente en el derecho internacional público, por cuanto el derecho internacional privado no configura un sistema autosuficiente, en tanto pretende resolver conflictos de leyes mediante tratados (sometidos al derecho internacional público) o leyes internas (sometidas el régimen de cada Estado).

## Origen

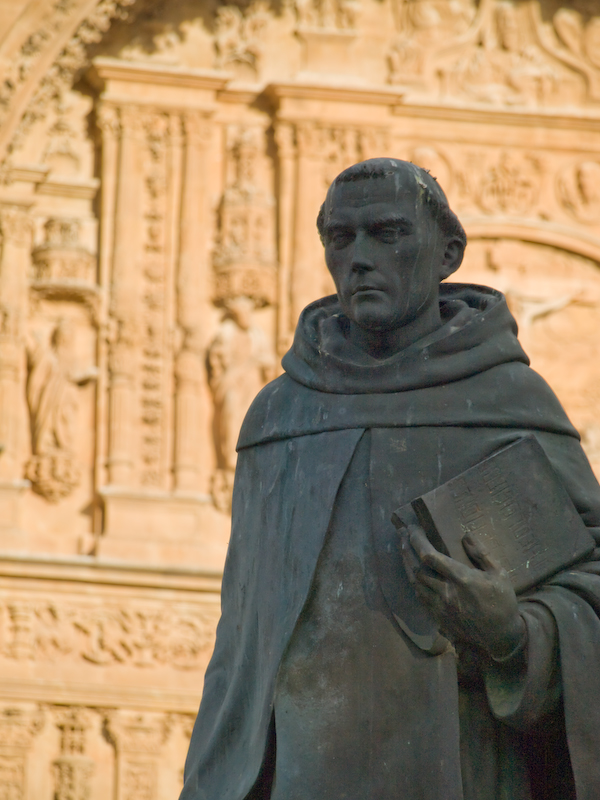
Francisco de Vitoria, considerado el fundador del derecho internacional moderno

Aún en las situaciones más críticas, cuando la violencia era la norma de las relaciones entre los centros de poder independientes, siempre existieron reglas de juego preestablecidas, o pactadas de alguna manera por las partes, aceptadas y respetadas como un complemento de las relaciones de fuerza. Puede afirmarse que, hasta muy avanzada la época histórica, las reglas de juego aplicadas a esas relaciones no poseyeron caracteres jurídicos, y que se fundaban en concepciones religiosas, o ciertas veces en planteamientos filosóficos y morales.
En algunos casos no se utilizaban ciertas armas para protegerse, por poseerlas también el enemigo. Así, por ejemplo, las jaurías de perros no se usaban en las luchas entre musulmanes y cristianos. Pero estas jaurías sí fueron empleadas por los conquistadores españoles en América contra los indígenas.
Si atiende específicamente a los documentos y datos de la historia, Héctor González encuentra la existencia de reglas que regulan las relaciones entre centros de poder independientes, que se remontan a más de 5000 años. El acuerdo (o tratado) más antiguo del que se tiene noticia es el celebrado en el 3200 a. C. entre las ciudades caldeas de Lagash y Umma, por el cual ambas fijaron sus fronteras.
Otro acuerdo sería el celebrado entre los egipcios y los hititas, por el cual se acuerda el reparto de zonas de influencia en 1279 a. C.
En cuanto al origen del Derecho internacional público, no hay una clara posición entre los historiadores, siendo varios los posibles orígenes del término:
Algunos autores sostienen que este derecho existe desde que los pueblos primitivos mantuvieron relaciones comerciales, establecieron alianzas, sometieron sus problemas a la decisión de un tercero, respetaron la inviolabilidad de sus enviados, etc.
Quienes niegan la existencia del derecho internacional en la antigüedad, ubican su origen a partir del momento en que se dan los supuestos básicos para la existencia de un sistema tal cual funciona en la actualidad: una pluralidad de Estados nacionales que se reconocen como jurídicamente iguales, que se atribuyen en exclusividad el atributo de soberanía y que están dispuestos a regular sus relaciones por normas jurídicas, sin menoscabar por ello su carácter de soberanos.
En esta línea, cabe destacar los escritos en el siglo XV del español Francisco de Vitoria,[cita requerida] donde desarrolla la teoría sobre el derecho de gentes (ius gentium) para el ámbito internacional, concluyendo que también deben regirse por unas normas justas y respetuosas con los derechos de todos. Más tarde, el también español Francisco Suárez, escribe Tractatus de legibus ac Deo legislatore (reimpreso en Londres, 1679) desarrollando más en profundidad dichos conceptos y haciendo una distinción importante entre el derecho natural y el derecho internacional. Ambos fueron los precursores y, potencialmente, fundadores del campo, que más tarde continuarían Hugo Grocio con su obra De jure belli ac pacis y Samuel Pufendorf.
Pero no es hasta el Tratado de Westfalia de 1648 que no se pone en práctica un derecho internacional al uso, al ponerse de acuerdo por primera vez diferentes estados europeos sobre los límites de su territorio, suponiendo la creación moderna de los estados-nación.
Sin embargo otros autores, como Koskenniemi, han argüido que ninguno de estos pensadores humanistas ni escolásticos fundaron el derecho internacional en el sentido moderno poniendo, en cambio, los orígenes en la época posterior a 1870.
En la época moderna, parece que el primer recurso a una jurisdicción internacional fue el de las Reclamaciones de Alabama, al fin de la Guerra de Secesión Americana, juzgado por una corte internacional en Ginebra.

## La Naturaleza
Uno de los problemas con los que se ha hallado el derecho internacional es el de que muchos autores han puesto en tela de juicio el carácter jurídico de esta disciplina. Es decir, muchos han sido quienes han negado que el derecho internacional sea derecho. Es el caso de John Austin, quien le negó el mencionado carácter y lo definió como un «conjunto de mecanismos de fuerza que regulan las relaciones entre los Estados». También en el siglo XX autores como Hans Morgenthau le negaron ese carácter al derecho internacional.
Esta negación tenía su base en la comparación que se realizaba entre los derechos nacionales y el derecho internacional. Comparación gracias a la cual se aprecian las siguientes diferencias:
- Mientras en los derechos nacionales existe un legislador central que dicta las leyes que han de cumplir los ciudadanos, en el derecho internacional las normas jurídicas son fruto de la voluntad de los Estados, pues tiene una naturaleza esencialmente voluntaria. Lo más parecido a un órgano de este tipo es la Asamblea General de las Naciones Unidas.
- La creación del derecho internacional tiene lugar de una forma muy diferente a como se hacen las leyes en los sistemas políticos nacionales, pues tiene lugar de una manera muy inconexa:

Primero nos encontramos con las principios imperativos del derecho internacional (normas ius cogens) que no podrán ser modificadas ni derogadas a no ser que sea por otra norma con carácter imperativo
De igual manera, los tratados internacionales se aplican solamente a los Estados que los han ratificado. Las leyes nacionales, en cambio, se aplican a todos los ciudadanos por igual.
Por otra parte, la [costumbre internacional] consiste en una serie de usos que los Estados han venido repitiendo de una manera constante con la convicción de que son obligatorios.
Por último tenemos los principios generales del derecho que se utilizarán cuando no exista una determinada norma (sean tratados o costumbres) para un determinado hecho, es decir cuando haya lagunas en el derecho internacional.
Otro factor que llevó a estos autores a opinar así fue la deficiencia de los mecanismos de aplicación del derecho internacional. Mientras en los Estados existen jueces encargados de velar por el cumplimiento de las leyes a las que todos los ciudadanos están sometidos, en la sociedad internacional estos mecanismos de aplicación son mucho más primitivos y menos sofisticados, por lo que el derecho internacional se viola de manera muy regular en forma impune.
Existen algunos tribunales internacionales, pero a diferencia de los nacionales requieren que los Estados, previamente, hayan aceptado su jurisdicción para poder ser juzgados por dichos tribunales. La jurisprudencia internacional, creada por estos tribunales, tiene como principal función la de servir como elemento de interpretación del derecho internacional.

## Problemas especiales contemporáneos
Las realidades políticas también cambian, junto con las condiciones tecnológicas y otros factores, con lo cual crece las presiones para alterar la ley, esto para reflejar mejor las nuevas circunstancias. Existen tres problemas específicos propios del derecho internacional contemporáneo:
- Guerra y conflicto armado:

De igual manera que existen las leyes de paz, también hay leyes de la guerra, esto abarca la iniciación y conducción de la guerra, esto es, las circunstancias sobre las cuales se considera legal que un Estado acuda al uso de la fuerza armada contra otro Estado, y el tipo de comportamientos que son legalmente permisibles por parte de los gobiernos, una vez que se inicia la contienda, cualquiera que sea la forma como ésta comience.
La fuerza armada puede ser legalmente utilizada sólo bajo tres condiciones: en defensa propia, cuando se ha puesto al servicio de las Naciones Unidas como parte de una operación de «seguridad colectiva» o «fuerza de paz» y por último cuando se coloca al servicio de una organización regional encargada del mantenimiento de la paz.
El derecho relativo al inicio de un conflicto armado es el ius ad bellum. Éste se codificó en 1928 en el Pacto Briand-Kellogg, que establecía que los conflictos debían resolverse mediante negociaciones pacíficas con la excepción, mediante reservas redactadas por algunos Estados parte, de la legítima defensa. Estos principios fundamentales se reafirmaron en la Carta de la ONU (capítulo VII), que establecía «una prohibición casi absoluta del uso de la fuerza», con las tres únicas excepciones. La primera se refiere al uso de la fuerza autorizado por el Consejo de Seguridad de las Naciones Unidas, ya que esta entidad es responsable en primera instancia de responder a los quebrantamientos o amenazas a la paz y a los actos de agresión, incluido el uso de la fuerza o las misiones de mantenimiento de la paz. La segunda excepción se da cuando un Estado actúa en legítima defensa individual o colectiva. Un Estado puede actuar en legítima defensa en caso de «ataque armado», pero se ha cuestionado la intención de esta excepción, sobre todo a medida que se han ido generalizando las armas nucleares, y muchos Estados se han acogido al derecho consuetudinario de legítima defensa establecido en el llamado test de Caroline. La Corte Internacional de Justicia consideró la legítima defensa colectiva en el Caso Nicaragua contra Estados Unidos. La última excepción se produce cuando el Consejo de Seguridad de las Naciones Unidas delega su responsabilidad en materia de seguridad colectiva en una organización regional, como la OTAN.
- El tratamiento a los extranjeros:

El derecho internacional ha estipulado que en ciertos aspectos los extranjeros tienen derecho a ciertos tratamientos especiales de parte del país anfitrión, diferentes de aquellos aplicables a los nacionales. Los gobiernos pueden invocar el derecho legal de que sus ciudadanos tengan un mínimo estándar internacional por parte del Estado anfitrión donde se encuentren por una u otra circunstancia sin importar cuál sea el estándar de justicia en ese país.
- Los derechos humanos:

Tras la Segunda Guerra Mundial, se ha procurado hacer obligatorio para todos los gobiernos nacionales la observación de mínimos estándares internacionales de justicia, no solo para extranjeros, sino que también para los nacionales, se ha venido presentando un movimiento para extender la protección de los derechos humanos contemplada en el derecho internacional a todos los individuos del mundo, cualquiera que sea su situación.